# Aunay-sous-Auneau
Pour les articles homonymes, voir Aunay et Auneau.
Aunay-sous-Auneau est une commune française située dans le département d'Eure-et-Loir en région Centre-Val de Loire.

## Géographie

### Situation

Situation géographique
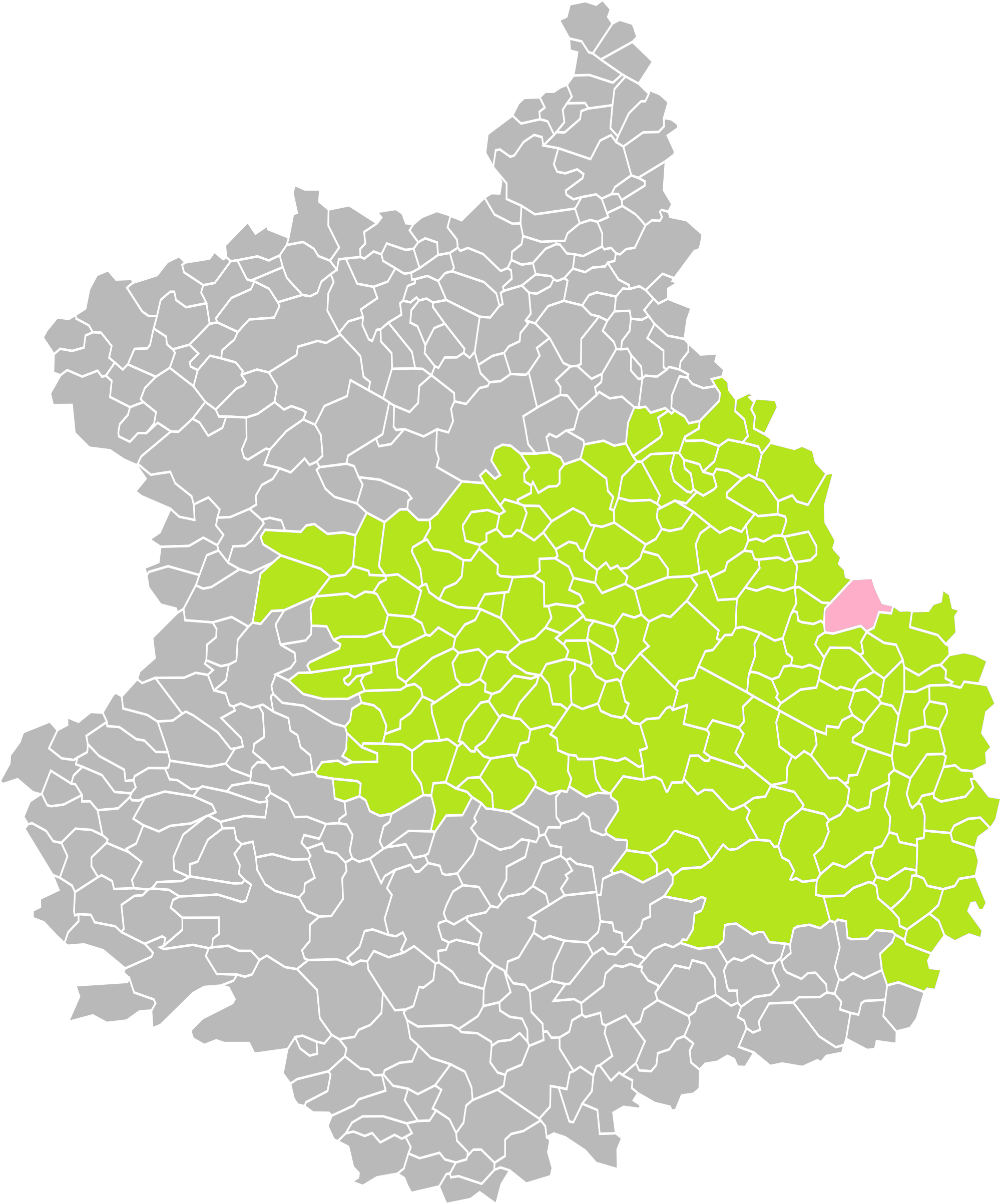
Aunay-sous-Auneau dans son arrondissement.
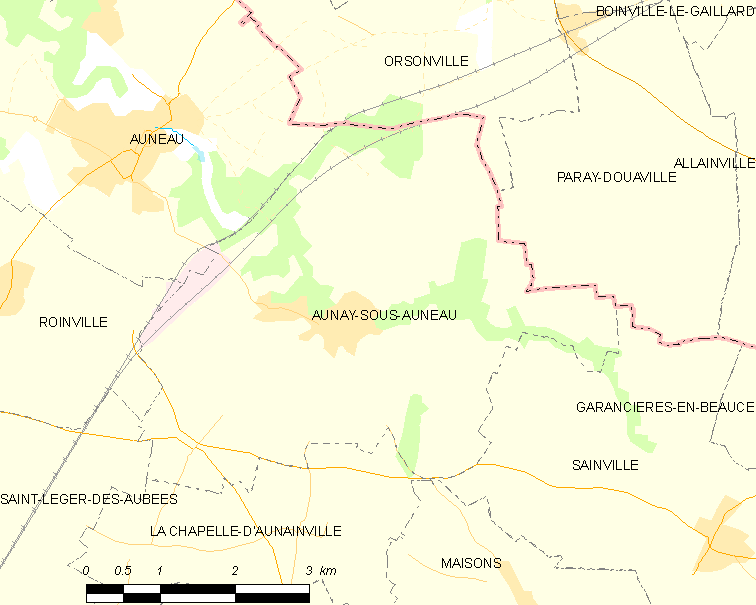
Carte de la commune d'Aunay-sous-Auneau.

### Communes et département limitrophes
| Auneau                 | Orsonville (Yvelines)     | Paray-Douaville (Yvelines) |
| Roinville              | Aunay-sous-Auneau         |                            |
| Saint-Léger-des-Aubées | La Chapelle-d'Aunainville | Sainville                  |

### Lieux-dits et écarts

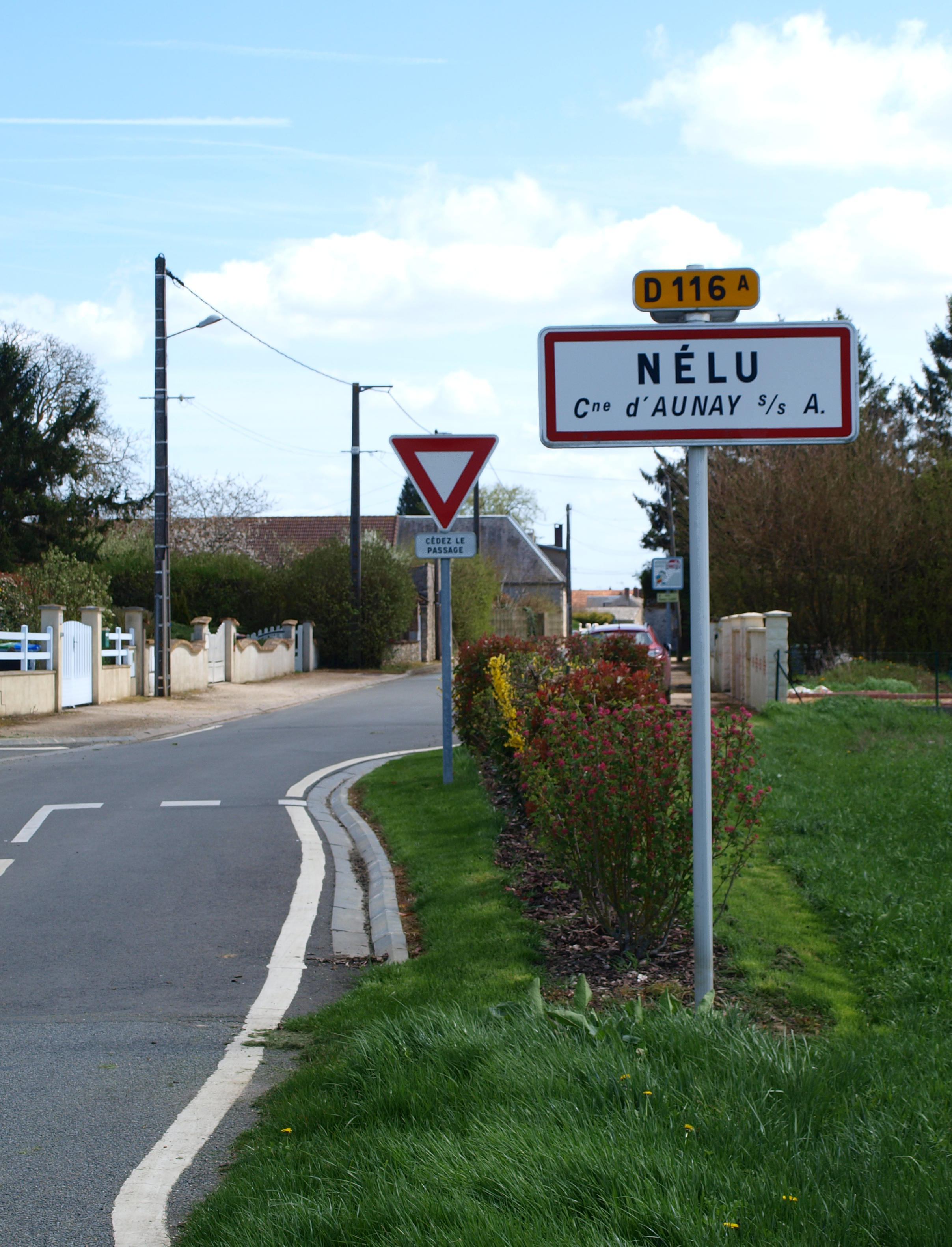
Entrée de Nélu.

- Nélu.

### Hydrographie
La commune abrite la source de l'Aunay, affluent en rive droite de la Voise, sous-affluent du fleuve la Seine par l'Eure.

### Climat
Pour des articles plus généraux, voir Climat du Centre-Val de Loire et Climat d'Eure-et-Loir.
En 2010, le climat de la commune est de type climat océanique dégradé des plaines du Centre et du Nord, selon une étude du CNRS s'appuyant sur une série de données couvrant la période 1971-2000. En 2020, Météo-France publie une typologie des climats de la France métropolitaine dans laquelle la commune est exposée à un climat océanique altéré et est dans la région climatique Sud-ouest du bassin Parisien, caractérisée par une faible pluviométrie, notamment au printemps (120 à 150 mm) et un hiver froid (3,5 °C).
Pour la période 1971-2000, la température annuelle moyenne est de 10,6 °C, avec une amplitude thermique annuelle de 14,8 °C. Le cumul annuel moyen de précipitations est de 637 mm, avec 10,5 jours de précipitations en janvier et 7,7 jours en juillet. Pour la période 1991-2020, la température moyenne annuelle observée sur la station météorologique de Météo-France la plus proche, sur la commune de Sainville à 6 km à vol d'oiseau, est de 11,3 °C et le cumul annuel moyen de précipitations est de 655,5 mm,. Pour l'avenir, les paramètres climatiques de la commune estimés pour 2050 selon différents scénarios d'émission de gaz à effet de serre sont consultables sur un site dédié publié par Météo-France en novembre 2022.

## Urbanisme

### Typologie
Au 1er janvier 2024, Aunay-sous-Auneau est catégorisée bourg rural, selon la nouvelle grille communale de densité à 7 niveaux définie par l'Insee en 2022.
Elle est située hors unité urbaine. Par ailleurs la commune fait partie de l'aire d'attraction de Paris, dont elle est une commune de la couronne,.

### Occupation des sols
L'occupation des sols de la commune, telle qu'elle ressort de la base de données européenne d’occupation biophysique des sols Corine Land Cover (CLC), est marquée par l'importance des territoires agricoles (79,5 % en 2018), une proportion sensiblement équivalente à celle de 1990 (79,7 %). La répartition détaillée en 2018 est la suivante : 
terres arables (79,5 %), forêts (14,7 %), zones urbanisées (3,9 %), zones industrielles ou commerciales et réseaux de communication (1,8 %). L'évolution de l’occupation des sols de la commune et de ses infrastructures peut être observée sur les différentes représentations cartographiques du territoire : la carte de Cassini (XVIIIe siècle), la carte d'état-major (1820-1866) et les cartes ou photos aériennes de l'IGN pour la période actuelle (1950 à aujourd'hui).

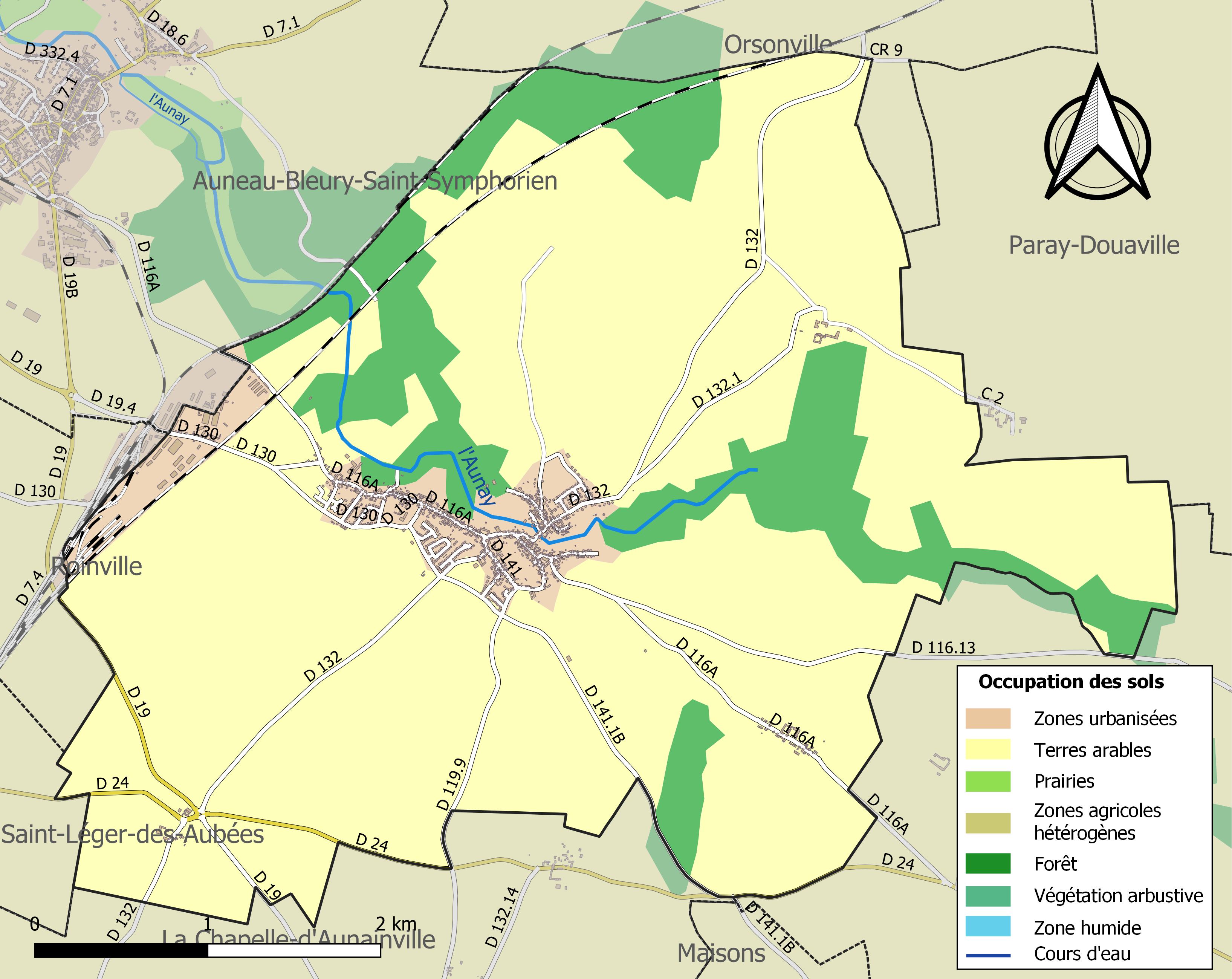
Carte des infrastructures et de l'occupation des sols de la commune en 2018 (CLC).

### Risques majeurs
Le territoire de la commune d'Aunay-sous-Auneau est vulnérable à différents aléas naturels : météorologiques (tempête, orage, neige, grand froid, canicule ou sécheresse), inondations, mouvements de terrains et séisme (sismicité très faible). Il est également exposé à un risque technologique, le transport de matières dangereuses. Un site publié par le BRGM permet d'évaluer simplement et rapidement les risques d'un bien localisé soit par son adresse soit par le numéro de sa parcelle.

#### Risques naturels
Certaines parties du territoire communal sont susceptibles d’être affectées par le risque d’inondation par débordement de cours d'eau, notamment l'Aunay. La commune a été reconnue en état de catastrophe naturelle au titre des dommages causés par les inondations et coulées de boue survenues en 1993 et 1999,.

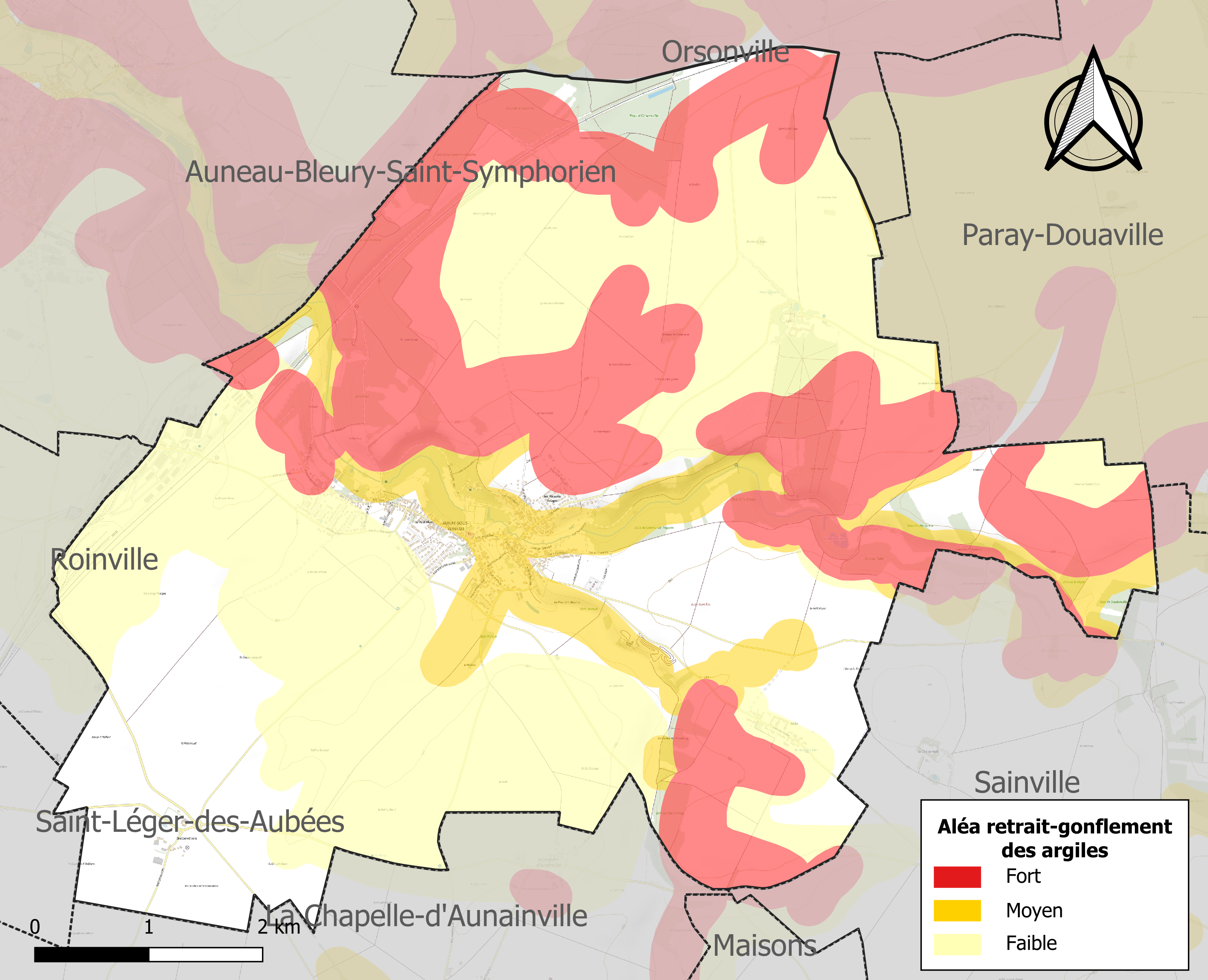
Carte des zones d'aléa retrait-gonflement des sols argileux d'Aunay-sous-Auneau.

Les mouvements de terrains susceptibles de se produire sur la commune sont des affaissements et effondrements liés aux cavités souterraines (hors mines). L'inventaire national des cavités souterraines permet de localiser celles situées sur la commune.
Le retrait-gonflement des sols argileux est susceptible d'engendrer des dommages importants aux bâtiments en cas d’alternance de périodes de sécheresse et de pluie. 40,6 % de la superficie communale est en aléa moyen ou fort (52,8 % au niveau départemental et 48,5 % au niveau national). Sur les 609 bâtiments dénombrés sur la commune en 2019, 294 sont en aléa moyen ou fort, soit 48 %, à comparer aux 70 % au niveau départemental et 54 % au niveau national. Une cartographie de l'exposition du territoire national au retrait gonflement des sols argileux est disponible sur le site du BRGM,.
Concernant les mouvements de terrains, la commune a été reconnue en état de catastrophe naturelle au titre des dommages causés par des mouvements de terrain en 1999.

#### Risques technologiques
Le risque de transport de matières dangereuses sur la commune est lié à sa traversée par des infrastructures routières ou ferroviaires importantes ou la présence d'une canalisation de transport d'hydrocarbures. Un accident se produisant sur de telles infrastructures est en effet susceptible d’avoir des effets graves au bâti ou aux personnes jusqu’à 350 m, selon la nature du matériau transporté. Des dispositions d’urbanisme peuvent être préconisées en conséquence.

### Voies de communication et transports

#### Transports routiers
La commune est desservie par la ligne 11 du réseau de bus Centre et Sud Yvelines.

## Toponymie
Le nom de la localité est attesté sous les formes latine Alnetum et Aunetum en 1118 et en 1141, Alnetum en 1389, Alnetum sub Alneolo en 1432, Saint Éloy d’Aunay sous Auneau en 1736.
Aunay : aunaie, « lieu où poussent des aunes ».
 
L'aune est un arbre des lieux humides.

Le terme « aulne » est assez récent : l'arbre s'appelait auparavant verne ou
vergne.
Auneau est l'ancienne commune, voisine, devenue le 1er janvier 2016 une commune déléguée au sein de la commune nouvelle d'Auneau-Bleury-Saint-Symphorien.

## Histoire
Aulnay-sous-Bois, village de garnison. L’histoire militaire d'Aunay-sous-Auneau commence avec la guerre de 1914-1918.
Dès 1914, le ministère de la Guerre, dont le portefeuille était tenu par Messimy, éprouva le besoin de disposer, non loin de Paris, mais à côté d'une gare, d'un vaste terrain pour servir d'entrepôt de matériel et de centre d'entraînement militaire. Une surface de 33 hectares, longeant la ligne de chemin de fer, face à la gare d'Auneau-Embranchement, du passage à niveau de Roinville jusqu'à la route d'Auneau appartenant presque en totalité au même propriétaire (une famille de Sens) fut retenue et acquise par expropriation en temps de guerre. En 1915-1916, le premier bâtiment apparu : c'était « le Chalet », agréable construction toute en bois, avec galerie extérieure, dans le style montagnard. Bâtiment démantelé dans les années 1980. Ce pavillon se situait à l'entrée gauche de ce que nous conviendrons d'appeler « le Camp », route de la gare et, était destiné à servir de poste de commandement ou de logement d'officier.
Des baraquements sont ensuite installés côté route d'Auneau, première implantation purement militaire, qui abritèrent d'abord des prisonniers allemands puis des tirailleurs annamites et également, un peu plus tard, des travailleurs civils indochinois.
Du côté gare, un embranchement particulier fut créé ainsi qu'un réseau de voies ferrées sillonnant les 30 hectares du camp. En bordure de ces lignes, des hangars sont montés pour abriter le matériel, à l'époque presque exclusivement de terrassement du Génie.
Quelques civils sont embauchés pour l'entretien et le stockage auxquels les prisonniers participent ainsi que la troupe. L'implantation de ce que l'on nomme aujourd'hui « le casernement de passage » mais qui fut longtemps appelé « 71a Compagnie » occupe une surface de 1,6 hectare et est améliorée au fil du temps pour devenir une caserne moderne avec mess des officiers et sous-officiers, foyer du soldat et cantine avec cuisines. Des pavillons sont érigés en bordure de route, pour le logement des cadres. 120 à 150 hommes de troupe y tiennent garnison, avec un capitaine, un médecin aspirant du contingent, des officiers et sous officiers. En 1940, la Wehrmacht occupe le site. La Kommandantur s'installe au Chalet. Les Allemands améliorent encore les installations et occupent de nombreux civils.
En 1944, l'armée américaine investit la place abandonnée par la déroute allemande.
Le poste de commandement est également installé au Chalet. Les G.I. commencent par se débarrasser de tout le matériel allemand d'intendance, en le jetant dans des cratères provoqués par des bombes égarées dans les champs, au cours des bombardements de la gare. Des habitants d'Aunay-sous-Auneau purent ainsi se procurer des bancs, des tables/des lits, avant que le feu ne les détruise. Au départ des Américains, qui suivaient la progression de leurs troupes, les F.F.I. (Forces françaises de l'intérieur), intégrés dans l'armée régulière, prennent leurs quartiers dans le casernement. Leur motivation était la garde de l'ensemble et aussi l'entretien de la compagnie qui avait subi pas mal de dégâts de ces occupations successives.

## Politique et administration

### Liste des maires
| Période                                  | Période      | Identité         | Étiquette | Qualité |
| ---------------------------------------- | ------------ | ---------------- | --------- | ------- |
| avant 1988                               | ?            | Michel Couvenant |           |         |
| mars 2001                                | juillet 2020 | Jacques Weibel   | SE        | Employé |
| juillet 2020                             | En cours     | Robert Darien    |           |         |
| Les données manquantes sont à compléter. |              |                  |           |         |

## Population et société

### Démographie
L'évolution du nombre d'habitants est connue à travers les recensements de la population effectués dans la commune depuis 1793. Pour les communes de moins de 10 000 habitants, une enquête de recensement portant sur toute la population est réalisée tous les cinq ans, les populations de référence des années intermédiaires étant quant à elles estimées par interpolation ou extrapolation. Pour la commune, le premier recensement exhaustif entrant dans le cadre du nouveau dispositif a été réalisé en 2007.

En 2022, la commune comptait 1 511 habitants, en évolution de +2,93 % par rapport à 2016 (Eure-et-Loir : −0,23 %, France hors Mayotte : +2,11 %).
| 1793 | 1800 | 1806 | 1821  | 1831  | 1836  | 1841  | 1846  | 1851  |
| ---- | ---- | ---- | ----- | ----- | ----- | ----- | ----- | ----- |
| 915  | 922  | 974  | 1 028 | 1 021 | 1 006 | 1 017 | 1 022 | 1 076 |

| 1856  | 1861  | 1866  | 1872  | 1876  | 1881  | 1886  | 1891  | 1896  |
| ----- | ----- | ----- | ----- | ----- | ----- | ----- | ----- | ----- |
| 1 060 | 1 046 | 1 055 | 1 103 | 1 135 | 1 163 | 1 169 | 1 143 | 1 095 |

| 1901  | 1906  | 1911  | 1921  | 1926  | 1931 | 1936 | 1946 | 1954  |
| ----- | ----- | ----- | ----- | ----- | ---- | ---- | ---- | ----- |
| 1 033 | 1 059 | 1 007 | 1 017 | 1 019 | 979  | 938  | 961  | 1 024 |

| 1962 | 1968 | 1975 | 1982  | 1990  | 1999  | 2006  | 2007  | 2012  |
| ---- | ---- | ---- | ----- | ----- | ----- | ----- | ----- | ----- |
| 837  | 755  | 881  | 1 109 | 1 239 | 1 328 | 1 387 | 1 395 | 1 409 |

| 2017  | 2022  | - | - | - | - | - | - | - |
| ----- | ----- | - | - | - | - | - | - | - |
| 1 483 | 1 511 | - | - | - | - | - | - | - |

### Manifestations culturelles et festivités
La ville accueille le championnat d’Europe de tirs aux armes de jet préhistoriques (arc, propulseur, etc.).

## Culture locale et patrimoine

### Lieux et monuments

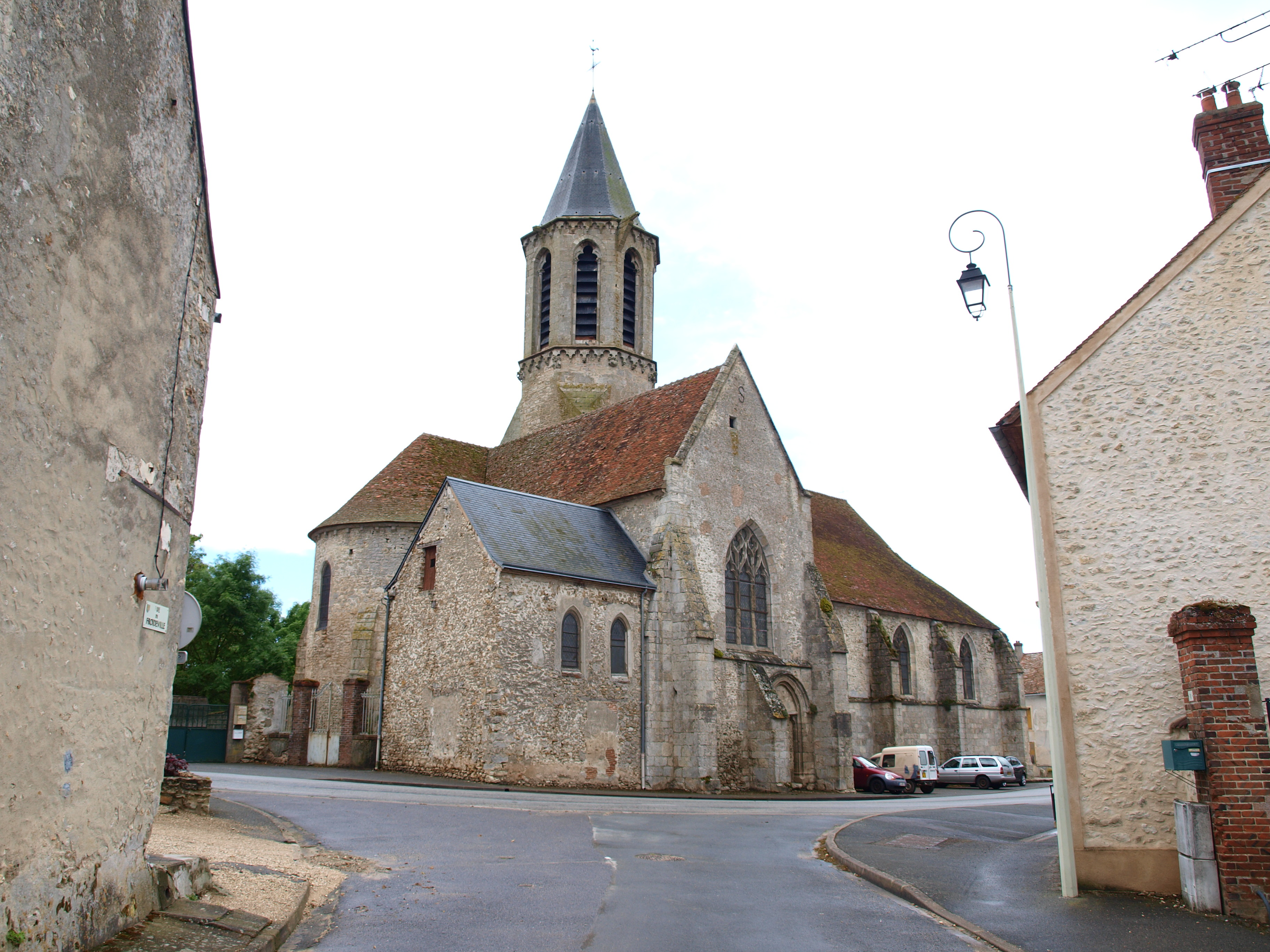
L'église Saint-Éloi.

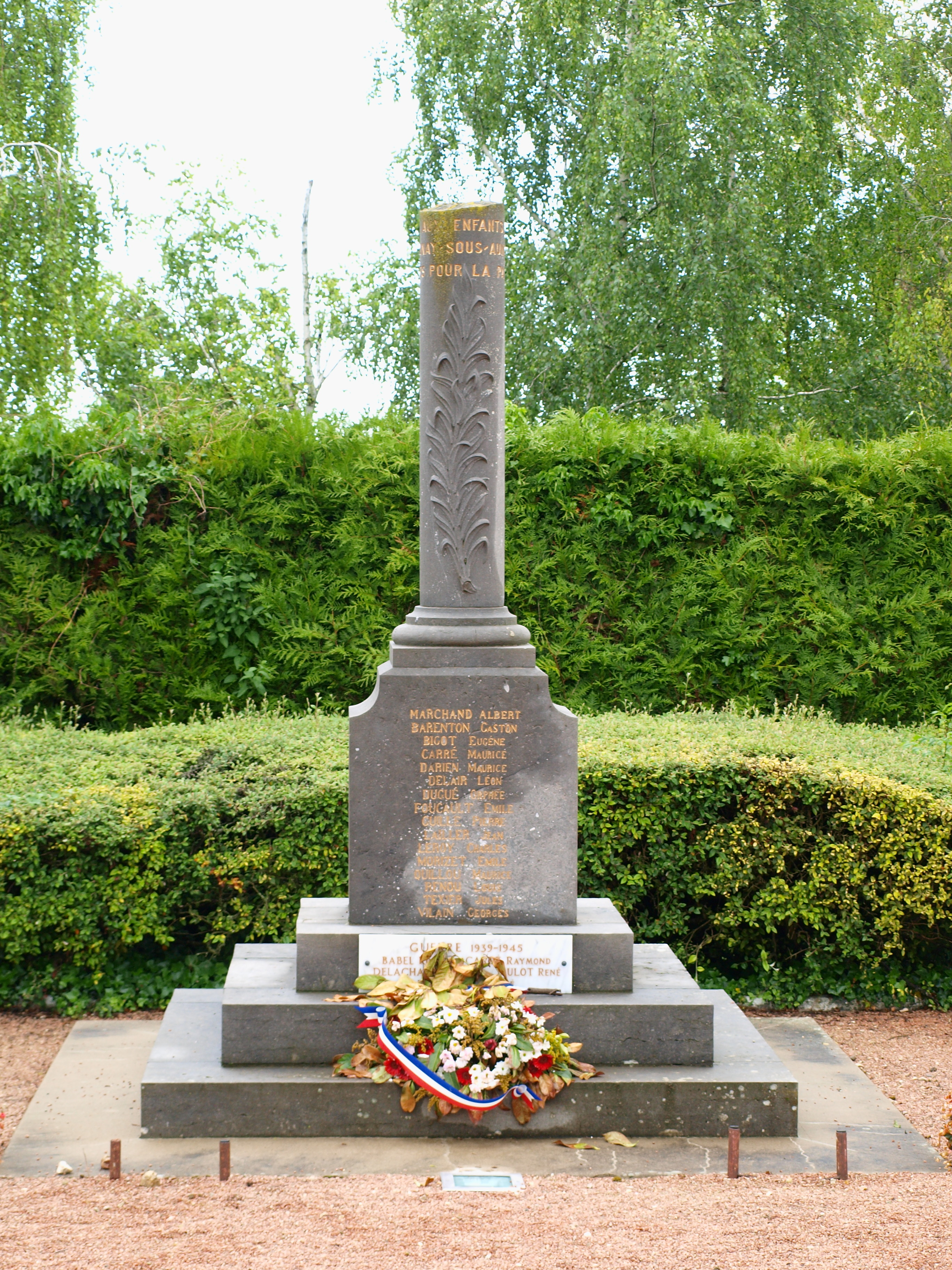
Le monument aux morts.

#### Église Saint-Éloi
Classé MH (1909).

### Personnalités liées à la commune
- Victor Lubin Sédillot, dit Sédillot de Beaulieu, né à Aunay-sous-Auneau le 11 juin 1773, décédé à Chartres le 13 août 1843, adjoint au maire de Chartres, président de la commission administrative de l'asile d'Aligre, administrateur des hospices réunis de la ville de Chartres[28].
- François André Isambert (1792-1857), né le 30 novembre 1792 à Aunay-sous-Auneau, avocat, magistrat, député d'Eure-et-Loir en 1830, représentant de l'Eure-et-Loir à l'Assemblée constituante de 1848, vice-président de la Société de géographie, cofondateur de la Société française pour l'abolition de l'esclavage, co-rédacteur en 1848 du décret-loi instituant le Suffrage universel en France, vide-doyen de la Cour de cassation.
- Henri Péronneau (1890-1960), est un as de l'aviation de la Première Guerre mondiale né dans cette commune.
- Hellé Nice (1900-1984), danseuse et pilote de course automobile.

### Héraldique
| Blason de Aunay-sous-Auneau | Blason  | D'azur à deux gerbes de blé d'or rangées en fasce (à la filière du même). |
| Blason de Aunay-sous-Auneau | Détails | Présent sur les plaques de rue.                                           |